# Skwah Indian Reserve 4
Skwah Indian Reserve 4 är ett reservat i Kanada.   Det ligger i provinsen British Columbia, i den södra delen av landet, 3 500 km väster om huvudstaden Ottawa.
I omgivningarna runt Skwah Indian Reserve 4 växer i huvudsak barrskog. Runt Skwah Indian Reserve 4 är det ganska tätbefolkat, med 248 invånare per kvadratkilometer.